# Sergentomyia cherukara
Sergentomyia cherukara är en tvåvingeart som beskrevs av Kaul 1993. Sergentomyia cherukara ingår i släktet Sergentomyia och familjen fjärilsmyggor.
Artens utbredningsområde är Kerala (Indien). Inga underarter finns listade i Catalogue of Life.